# Henry James Pye
Henry James Pye (20. februar 1745 – 11. august 1813) var en engelsk digter, ydermere Poet laureate fra 1790 til sin død.

## Liv
Han blev født i London og undervist i Magadalen College, i Oxford. Faderen var en Bershiresk landejer, der ved sin død i 1766 efterlod sig en gæld på ₤50.000. Derudover brændtes huset, hvor de boede, ned. Det må sige at han havde haft en svær tid.
I 1784 blev han valgt til parlamentsmedlem for Berkshire, senere politimagistrat i Westminster, han ønskede dog at blive anerkendt digter.